# Venustilifer bountyensis
Venustilifer bountyensis es una especie de molusco gasterópodo de la familia Stiliferidae.

## Distribución geográfica
Se encuentra  en Nueva Zelanda.